# Michelstadt

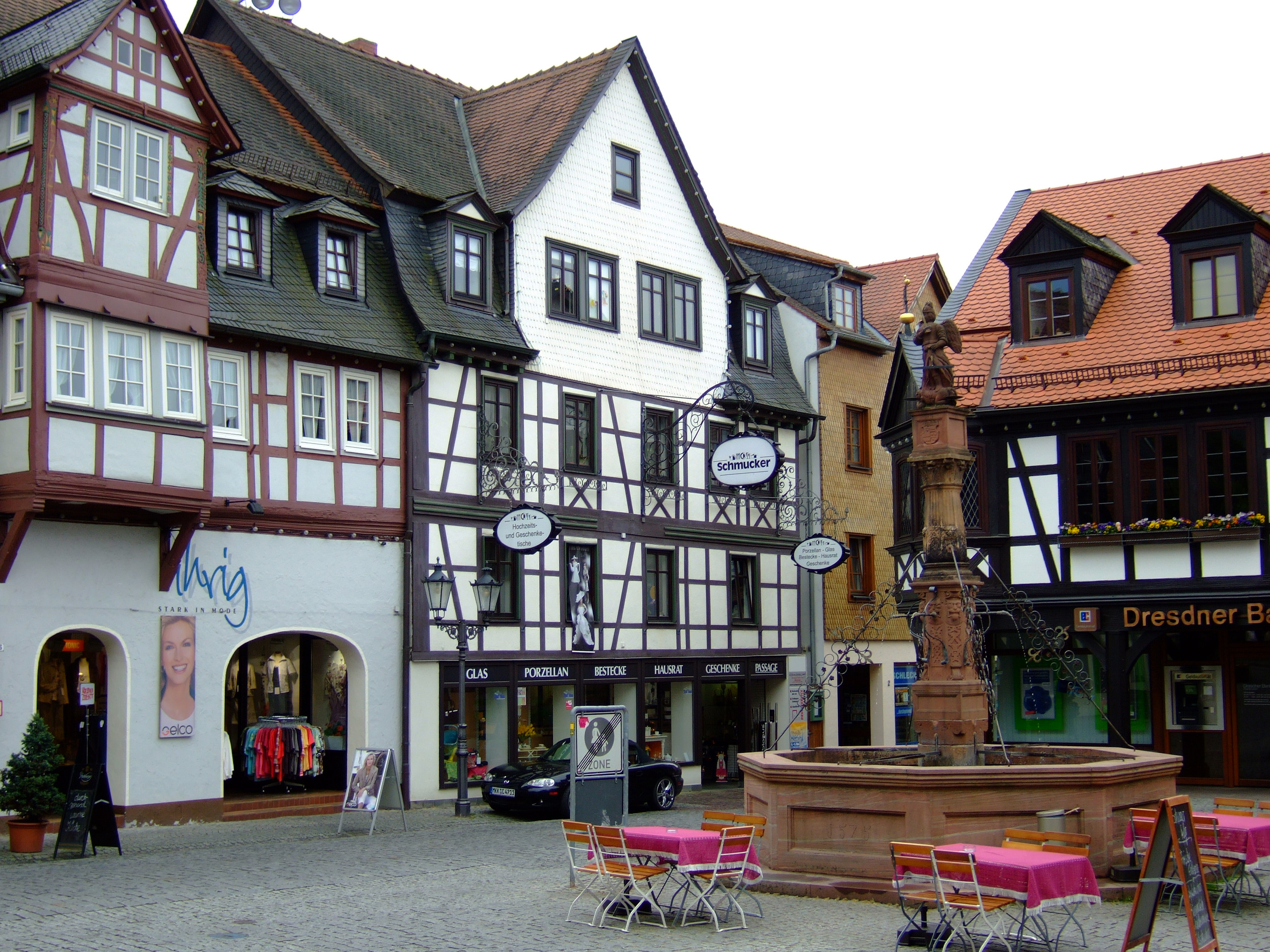
Piața centrală

Michelstadt este un oraș din landul Hessa, Germania.